# Población Empleados Públicos y Periodistas Chile-España

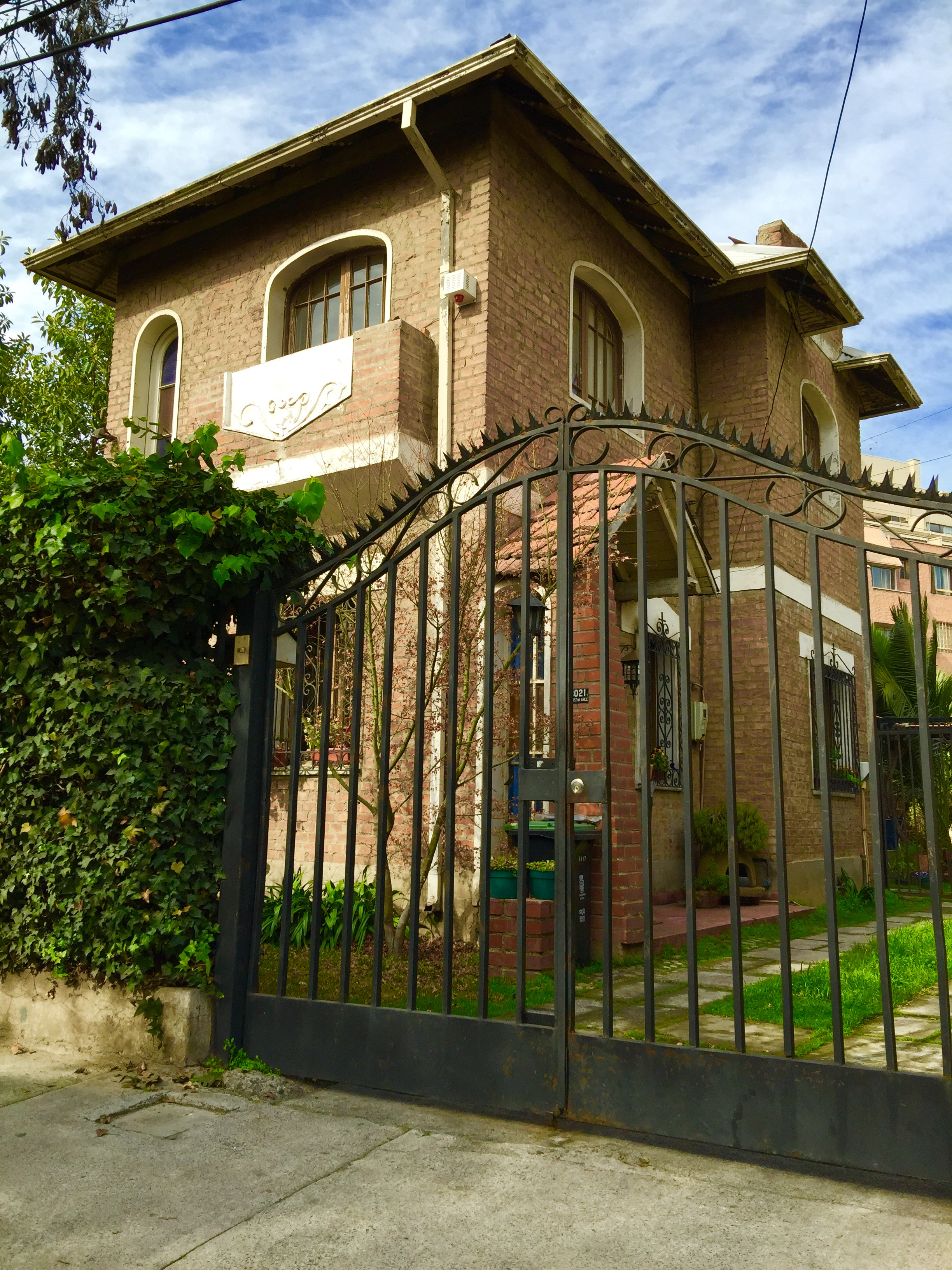
Población Empleados Públicos y Periodistas Chile-España

La Población Empleados Públicos y Periodistas Chile-España es un conjunto habitacional ubicado en la comuna de Ñuñoa en Santiago de Chile, que fue levantado durante la primera mitad del siglo XX por Salvador Vásquez Constructora por encargo de la Caja Nacional de Empleados Públicos y Periodistas para un grupo de afiliados a dicha entidad.

## Historia
En 1929 la Caja Nacional de Empleados Públicos y Periodistas, creada cuatro años antes bajo la presidencia de Arturo Alessandri para que, entre otros fines, otorgara créditos a empleados públicos y a periodistas, compró a la empresa Wessel Duval y Compañía el terreno ubicado entre la avenida Chile-España, la calle Pedro Lucio Cuadra (hoy avenida Suecia), la calle Alonso de Ercilla y la calle Cervantes, con el objetivo de levantar un conjunto habitacional para sus afiliados en lo que, actualmente, es la calle Nuñez de Arce en la comuna de Ñuñoa en Santiago de Chile.
El encargo de proyectar la edificación y llevarla a cabo recayó en la empresa Salvador Vásquez Constructora, que preparó y presentó el proyecto ante la Municipalidad de Ñuñoa.
Para el diseño de las casas, el constructor Salvador Vásquez contrató al arquitecto Manuel Browne Fernández.
En septiembre de 1929 la Caja Nacional de Empleados Públicos y Periodistas inició las ventas de los sitios a quienes se convirtieron en los primeros vecinos de este barrio tan pronto las casas estuvieron terminadas. 
Entre los ocupantes originales del conjunto habitacional destaca el músico Honorio Concha Bravo, que trabajaba en esa época para el Ministerio de Tierras y Colonización. Los demás compradores fueron Juan Hidalgo Herrera, Salvador Guerrero Astorga, Ángel Sepúlveda Lara, José Olea Cárdenas, Juan Cousiño Ortúzar, Eugenio Fallet Calmeds, Eduardo Peña Maturana, Luis Muñoz Mena, Oscar Sierra Canales, Alfredo Luna Mizon, Francisco Villalobos Espinoza, Carlos Pedrasa Castillo, Sara Silva Reinicke, Luis Gaete Valdovinos, Guillermo Ariztía Izquierdo, Armando Arias Ríos, Aliro Feliú Vergara, Alejandro de la Guarda Chacín y Julia Cohen Gallastein.

## Zona Típica
Este conjunto habitacional fue declarado monumento nacional en calidad de Zona Típica el año 2008 porque, según reza el decreto supremo que le confirió la mencionada calidad, es "un fiel exponente del modelo urbano de la ciudad-jardín, con la disposición de vivienda aislada y pareada como forma de agrupación y con el suave trazado del quiebre de calle Núñez de Arce, lo cual le otorga perspectiva y dinamismo al espacio urbano". 
Continúa el decreto señalando que "la arquitectura de esta Población responde a una tipología constructiva propia de las políticas habitacionales del Estado en el primer tercio del siglo veinte, resuelta, en este caso, mediante una unidad de dos pisos, en albañilería de ladrillo, con cubiertas de vertientes a varias aguas realizadas en teja de arcilla cocida, puertas y ventanas con arcos de distinta factura (adintelados, rebajados y carpanel), además de la incorporación de elementos artísticos en sus fachadas (dibujos de estucos, sobrerrelieves en yeso y carpinterías de madera)". 
Agrega luego que "a pesar de constituirse la Población mediante una tipología arquitectónica determinada, ésta no tiene monotonía y logra generar un conjunto armónico, producto de la sutil variedad en sus elementos arquitectónicos, tales como el diseño de las ventanas y las cubiertas, la forma de agrupamiento y el uso de la vegetación, todo lo cual le otorga gran unidad paisajística e identidad a cada vivienda. El conjunto mantiene su destino residencial, tal como se concibió originalmente, de intensa vida social, el cual es muy representativo de la vida ñuñoína.".

## Galería de imágenes

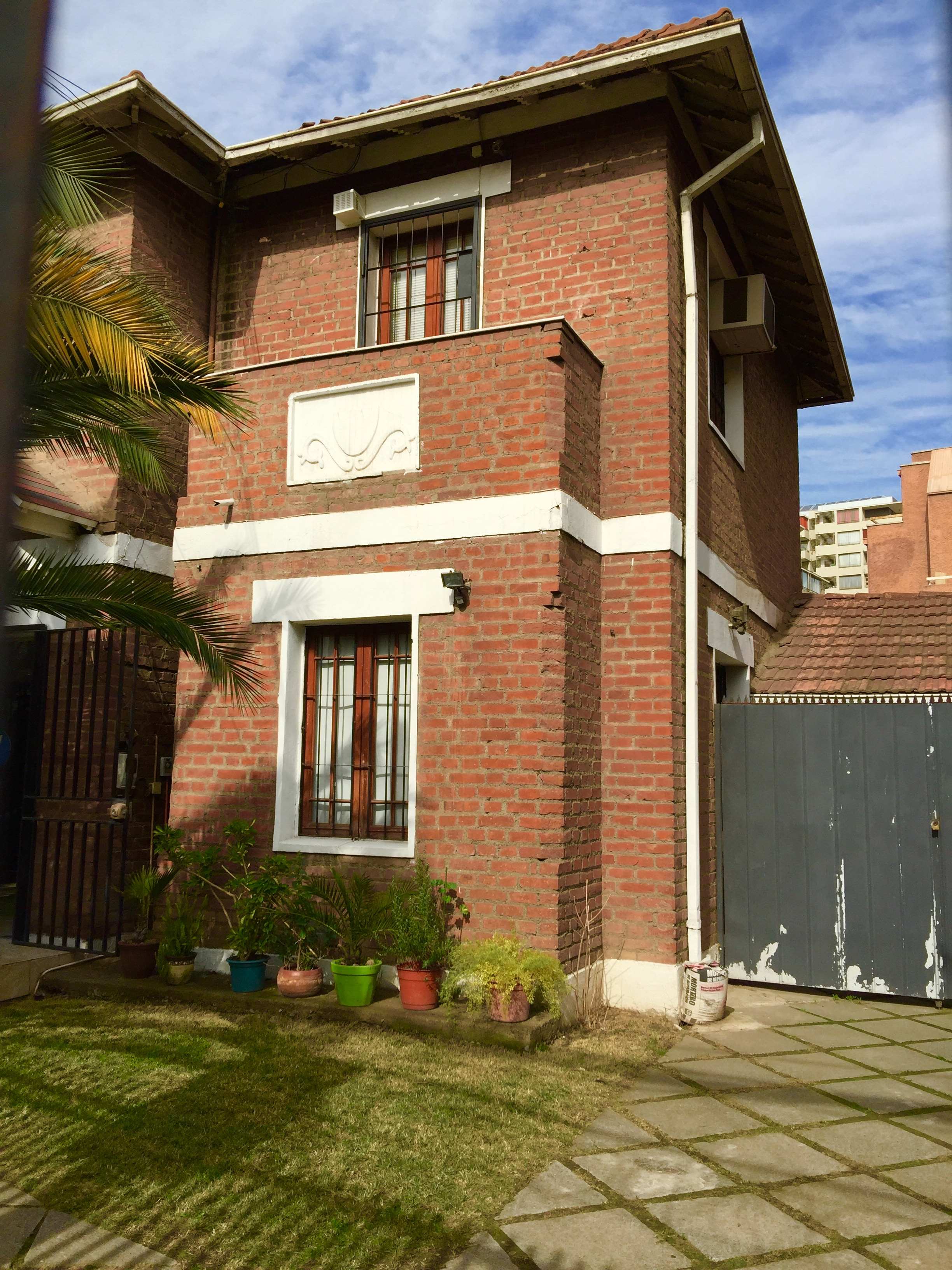
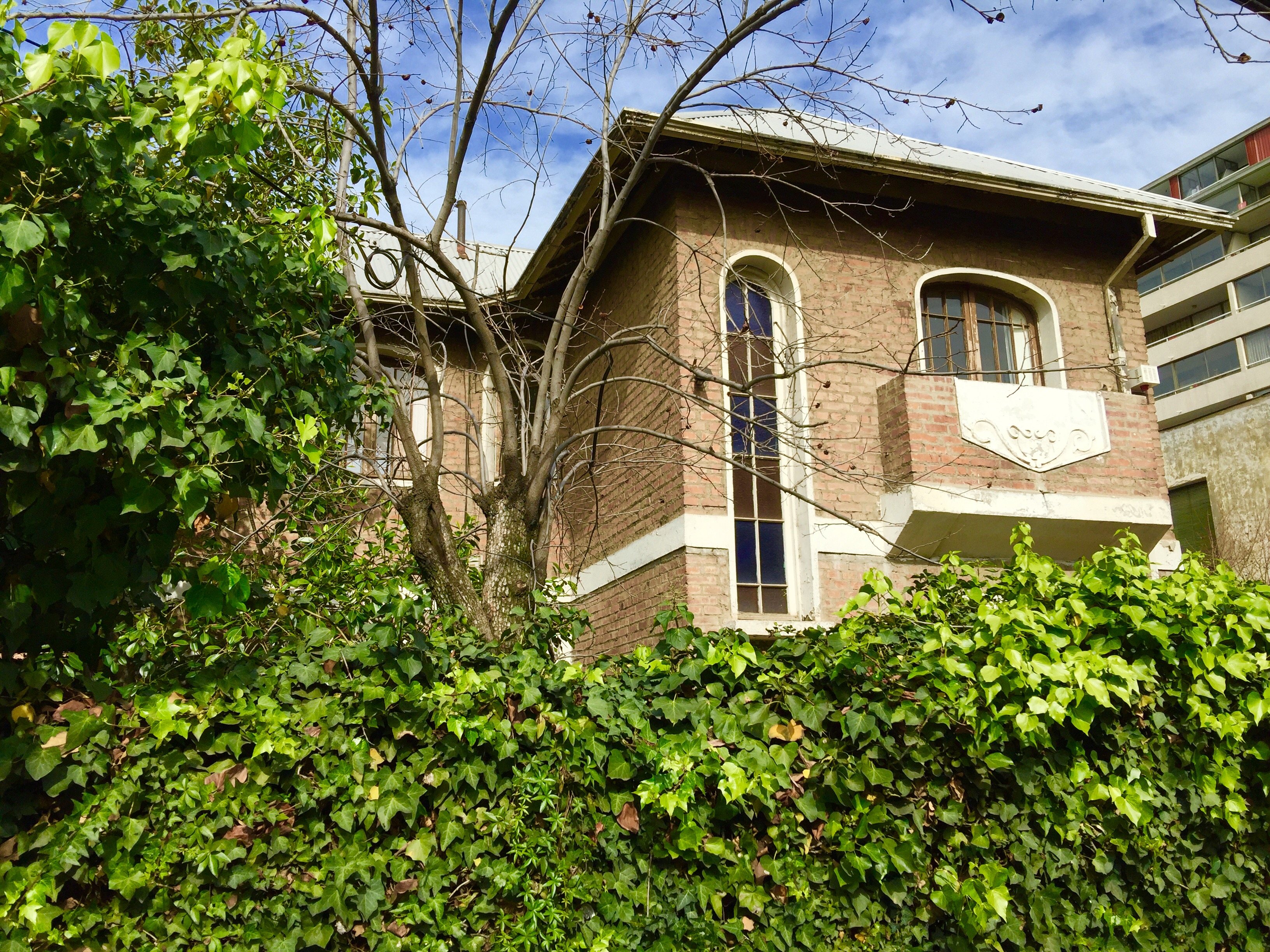
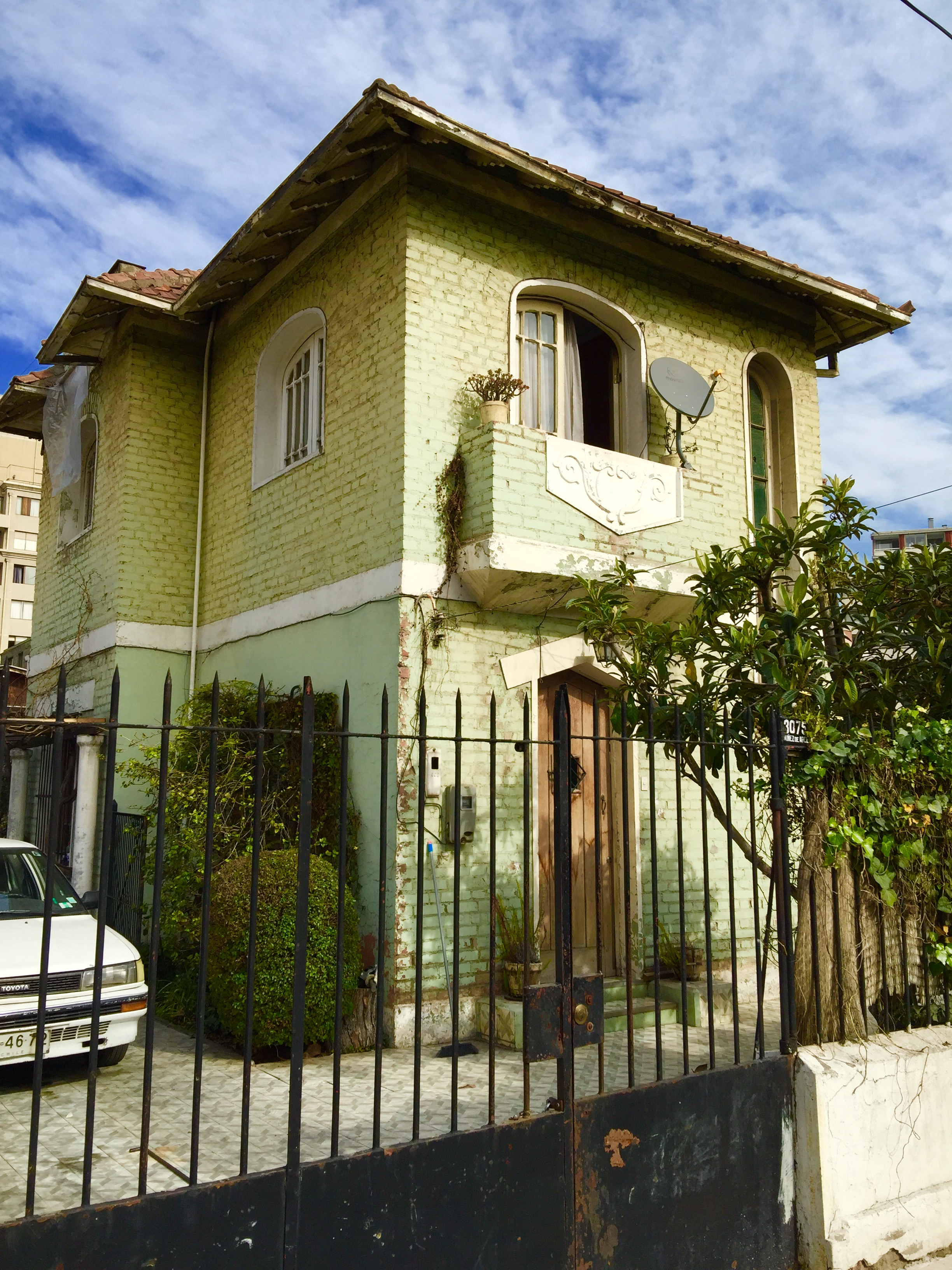
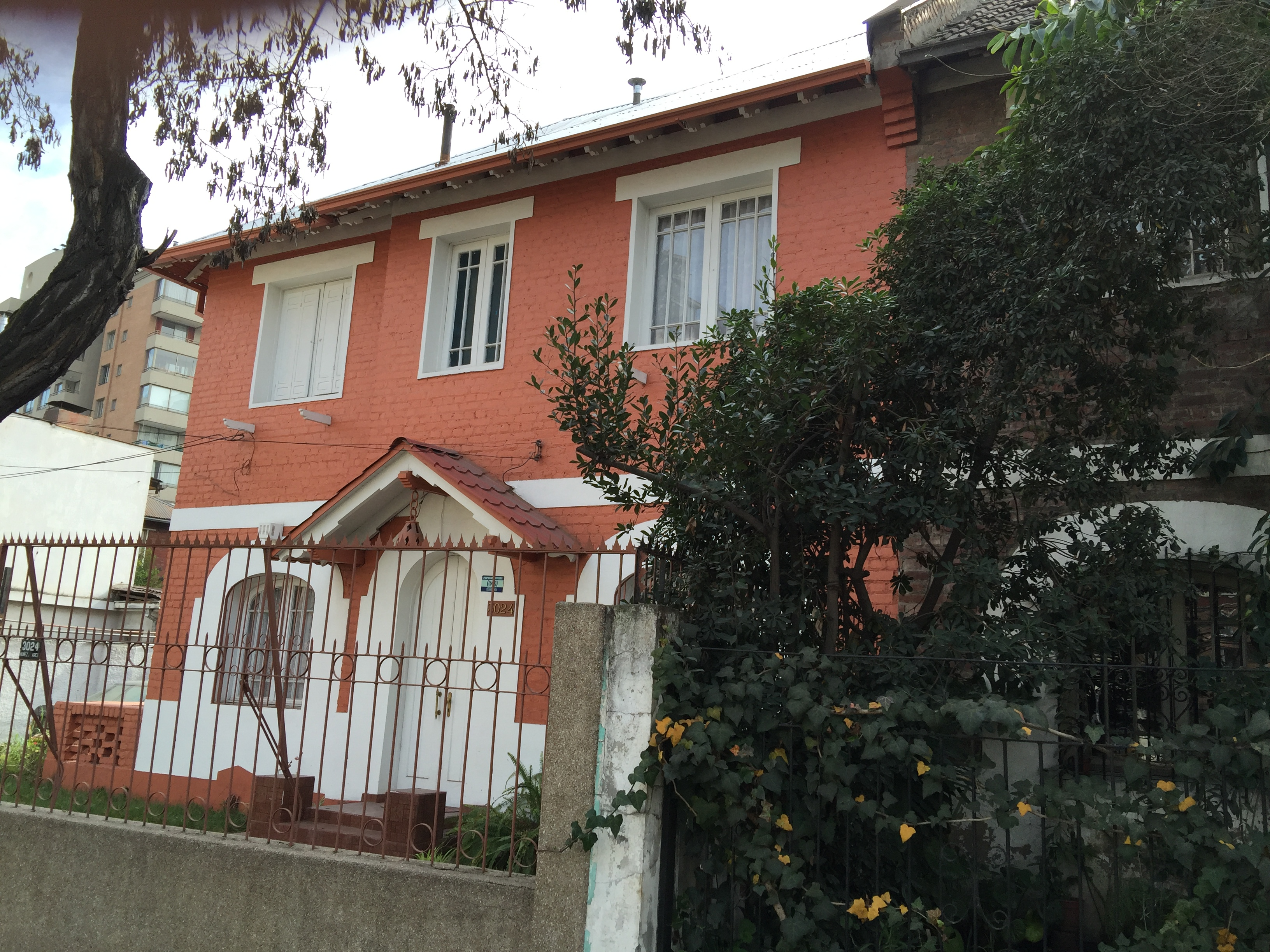
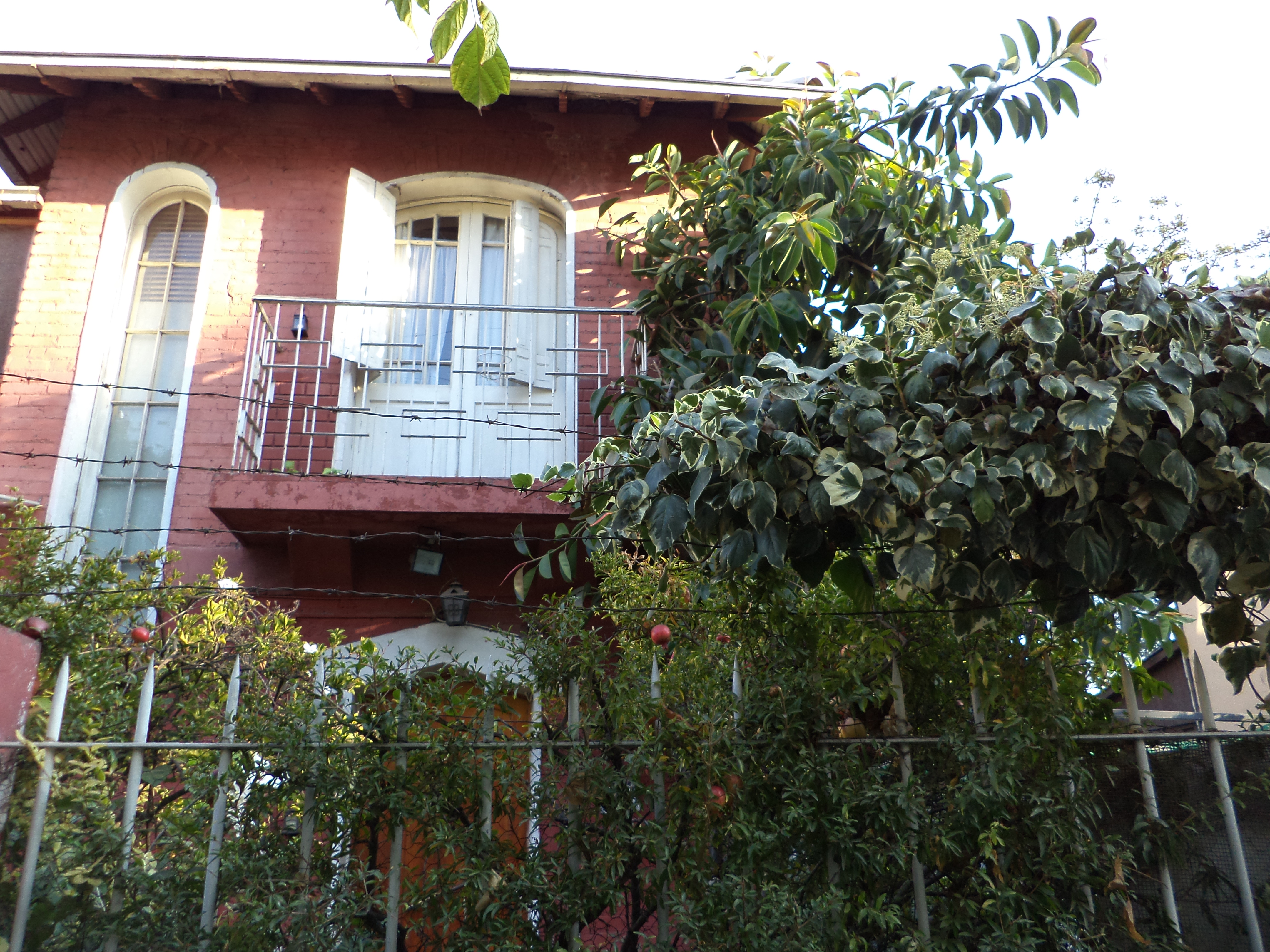
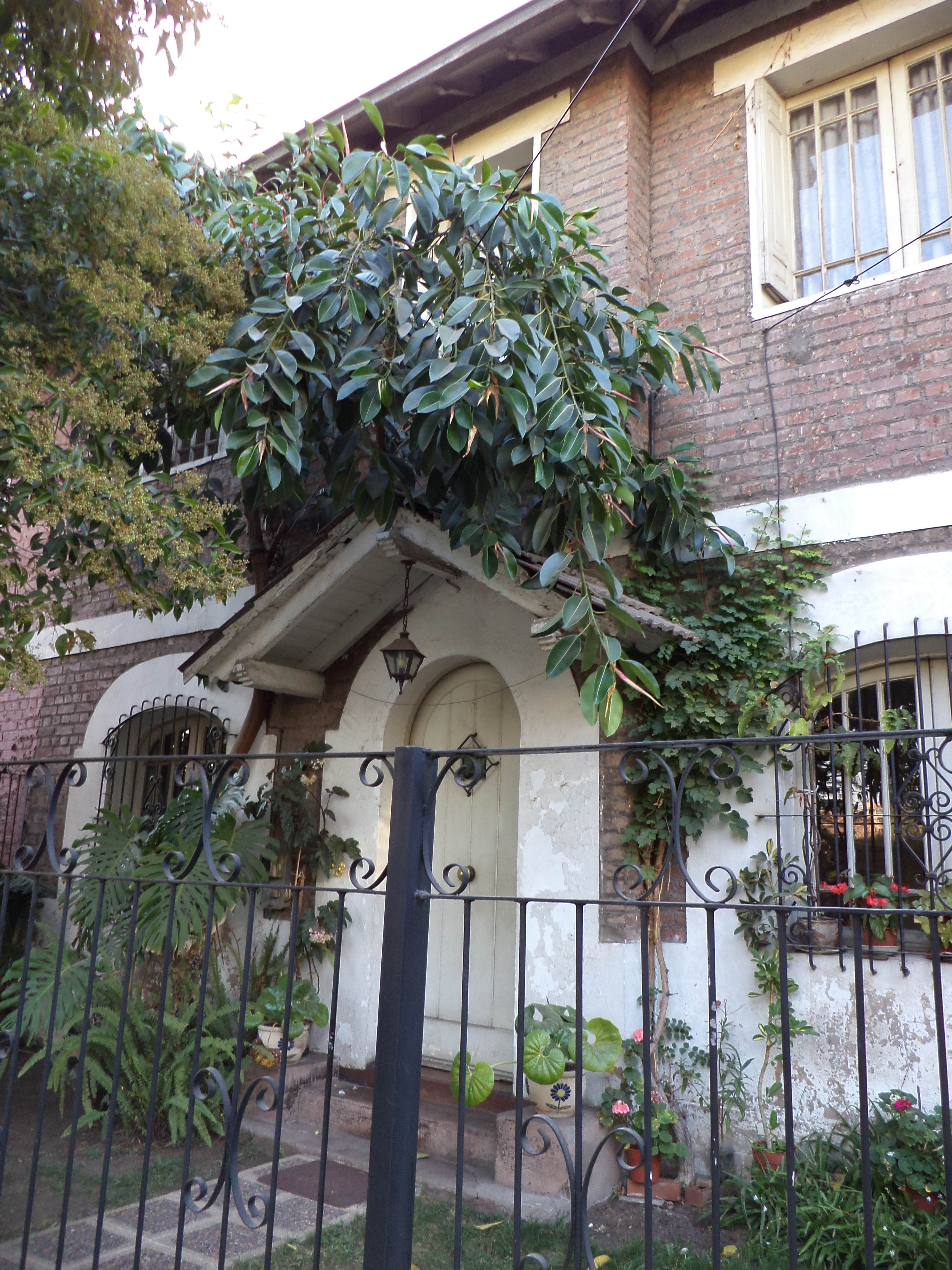
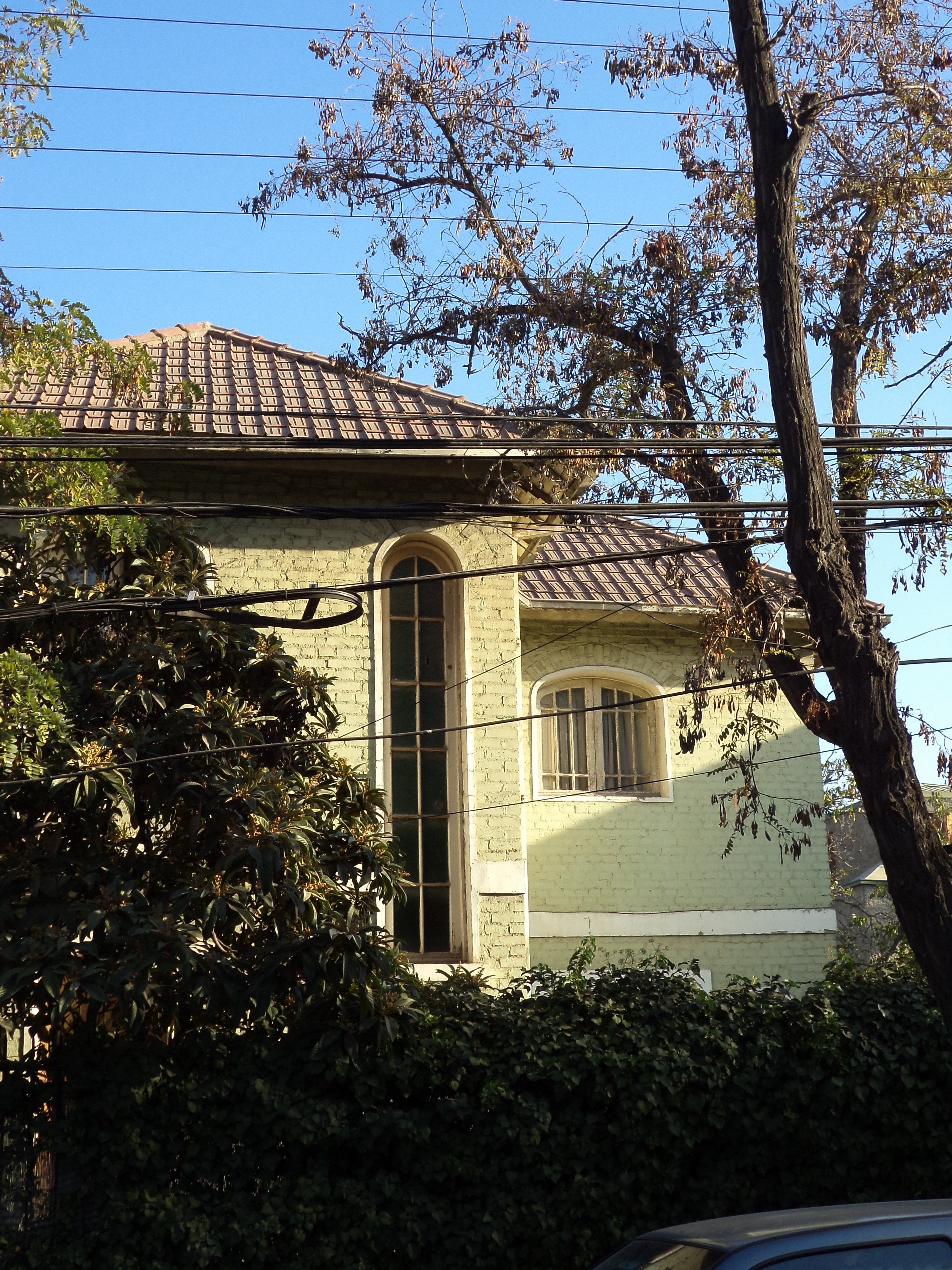
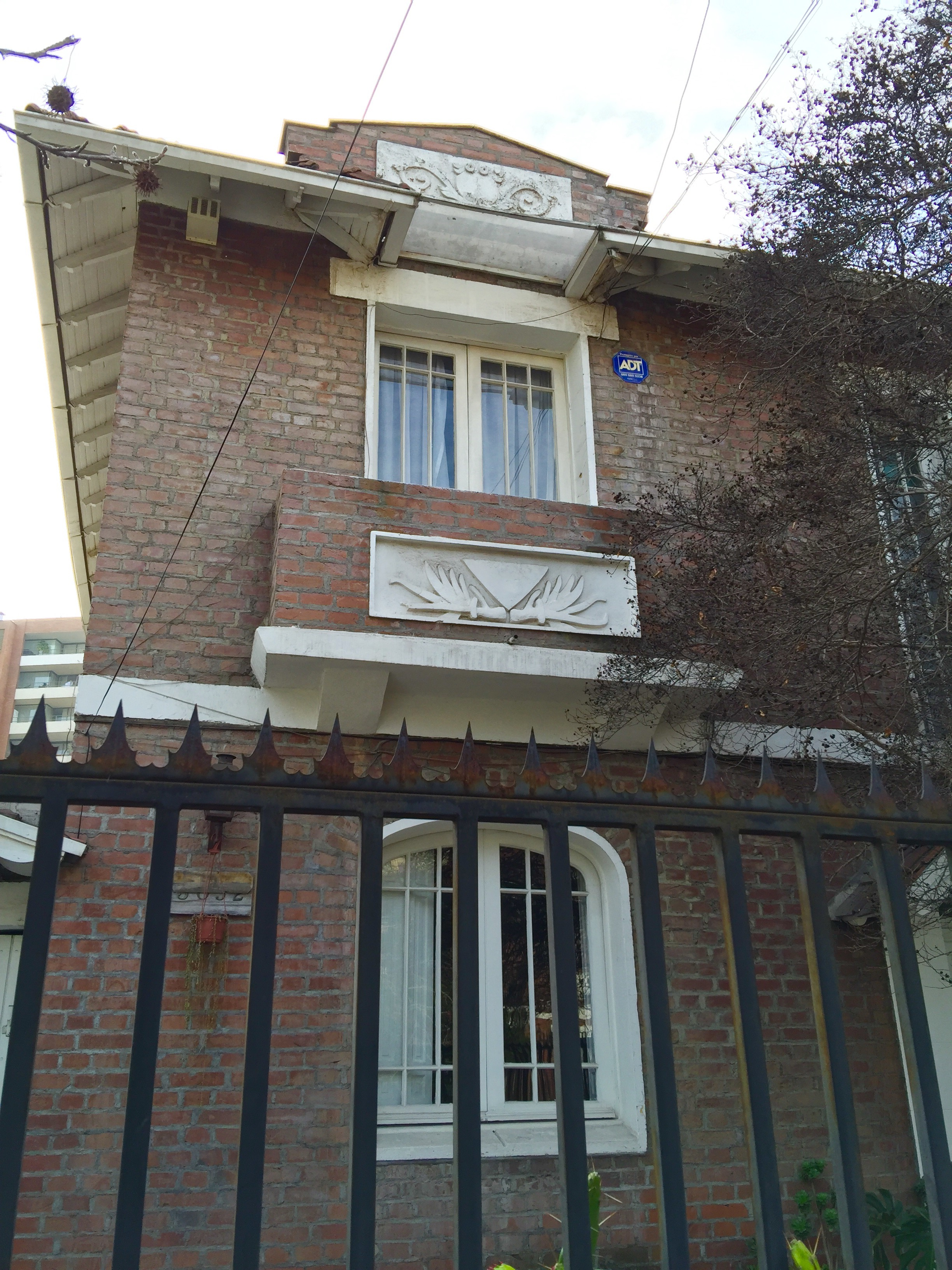